# Куриловский Починок
Куриловский Починок — деревня в Буйском районе Костромской области. Входит в состав Центрального сельского поселения.

## География
Находится в западной части Костромской области на расстоянии приблизительно 30 км на север-северо-запад по прямой от районного центра города Буй на правом берегу Костромы.

## История
В 1872 году здесь (тогда деревня Починок) было учтено 18 дворов, в 1907 году — 44. Изначальное название деревни Починок было недавно скорректировано с учетом наличия нескольких населенных пунктов в районе с одинаковым названием.

## Население
Постоянное население составляло 137 человек (1872 год), 210 (1897), 291 (1907), 55 в 2002 году (русские 100 %), 22 в 2022.